# Klaus Kinski
Klaus Kinski (Danzig, (Zoppot), 1926. október 18. – Lagunitas, Kalifornia, 1991. november 23. ), eredeti nevén Klaus Günther Karl Nakszynski német színész, Pola (1952), Nastassja (1961) és Nikolai (1976) apja. Pszichopata és különféle őrült alakok megtestesítésére specializálódott és ilyen minőségében nemzetközileg is a legkeresettebbek közé tartozott, de a való életben is kötekedő, ellenszenves, ingerlékeny és elviselhetetlen alakként ismerték. Művészileg kiemelkedő együttműködése a szintén német Werner Herzog rendezővel olyan filmeket eredményezett mint Nosferatu: Az éjszaka fantomja, Augirre és Fitzcarraldo.

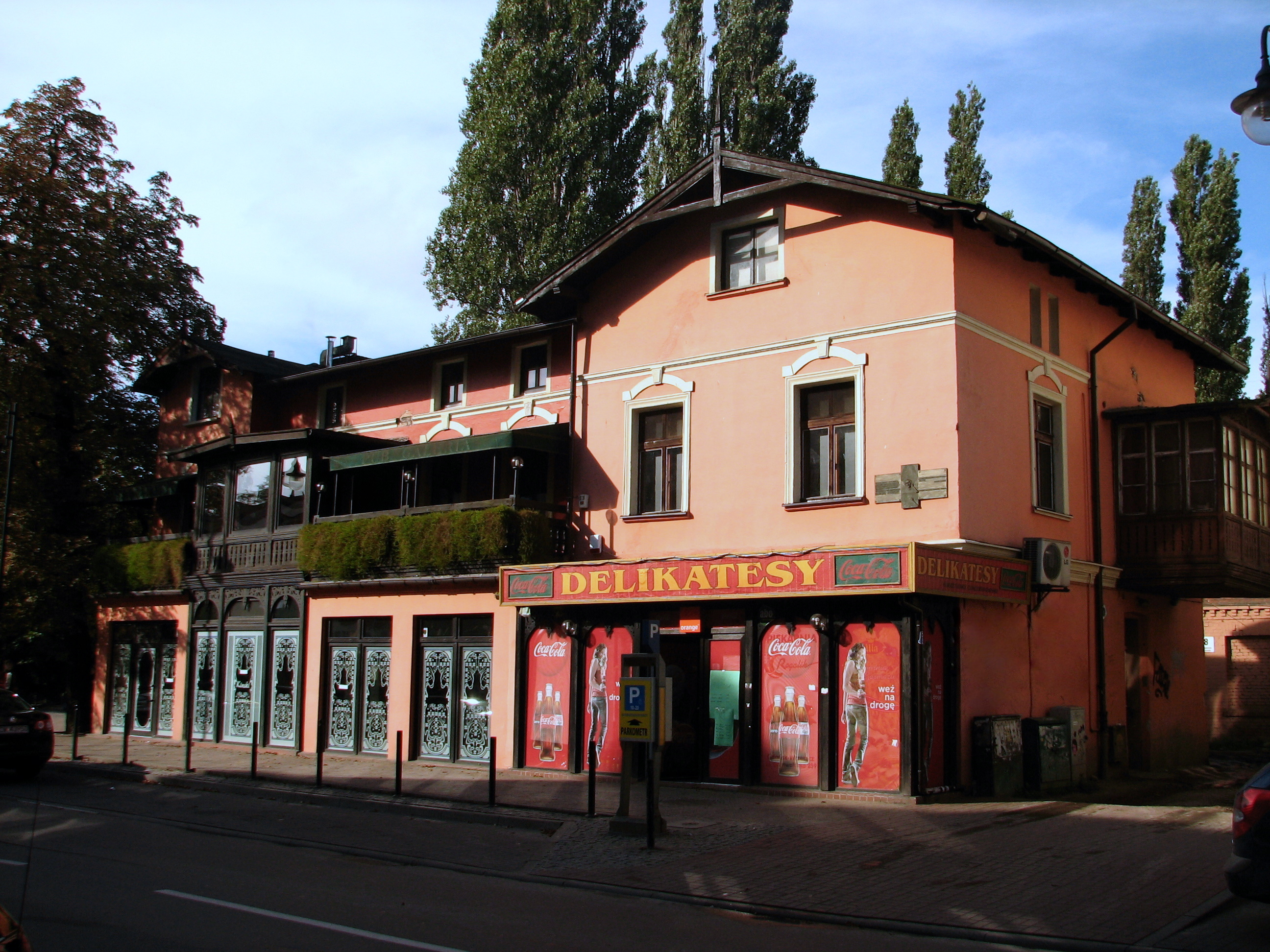
Klaus Kinski szülőháza (Sopot, Lengyelország)

## Élete
Apja, Bruno Nakszynski elnémetesedett lengyel gyógyszerész, anyja Susanne Lutze német ápolónő volt. Kinski és három testvére: Inge, Arne és Hans-Joachim Zoppotban (ma Sopot) születtek. 1930-ban a család Berlinbe költözött, és Berlin-Schönebergben, a Wartburgstraße 3-ban béreltek lakást. A családban németül és lengyelül beszéltek, bár Kinski nem érezte magát soha lengyelnek. Saját elmondása szerint már iskolás korában saját maga kellett megkeresse a mindennapi betevő falatját és szintén saját állítása szerint volt cipőpucoló, postás, hullamosó, de ezen tevékenységeinek semminemű bizonyítéka nem lelhető fel. 1944-ben besorozták a Wehrmachtba ejtőernyősnek, röviddel később Hollandia határvidékén brit hadifogságba került.
1946-tól Kinski, bár színészi képzésben soha nem vett részt, előkelő berlini színpadokon játszott; többek között a Boleslaw Barlog által vezetett Schlossparktheaterban. Kolerikus vérmérsékletére jellemző: egy alkalommal olyan dühös lett, hogy kiverte a színház ablakait, erre Barlog elbocsátotta. Ezután Marlise Ludwig színiiskoláját látogatta egy ideig, ahol Harald Juhnke támogatásával Shakespeare Rómeó és Júlia darabjából tanult be jeleneteket.
Magánéletében Kinski szoros kapcsolatot tartott fenn a berlini alvilággal és meleg körökkel. Egy ideig a színész és festő Eduard Matzingnál lakott, a berlini művészkolónián, a Laubenheimer Platzon. Első filmszerepét a Morituri című filmben kapta, amelyet 1947 szeptembere és 1948 januárja között forgattak. A Morituri koncentrációs táborból megszökött foglyokról szólt, akiket németek elbújtatnak. A film nagyon vitatott volt, Kinski fenyegetőleveleket kapott és egy hamburgi mozit ismeretlenek összezúztak a film bemutatása után.
Kinski 1950-ben három napig pszichiátriai kezelésen volt a berlini Karl-Bonhoeffer-Idegklinikán, mert egy doktornőt tettlegesen bántalmazott.
Három házasságából egy-egy gyermeke született. Mindhárman színészek lettek.
1952-től Kinski egyre ismertebbé vált a szélesebb közönség számára is. Egyszemélyes fellépései, műsorai elsősorban Berlinben, Bécsben és Münchenben nagy visszhangot keltettek. Műsoraiban idézeteket mondott Arthur Rimbaud, François Villon, Friedrich Nietzsche, Kurt Tucholsky írásaiból és az Újszövetségből. Kapcsolatban állt Bertolt Brechttel és a híres színházi rendezővel, Fritz Kortnerrel.
1955-ben Kinski súlyos autóbalesetet, majd a Starnbergi Tavon motorcsónak-balesetet okozott.
Az 1960-as, 70-es évek folyamán különböző spagettiwesternek sztárja volt, többnyire gonosz szereplőket testesített meg. Szerepelt így Sergio Leone Pár dollárral többért c. westernjében, Sergio Corbucci A halál csöndje c. westernjében, valamint Terence Hillel közösen az Egy zseni, két haver és egy balek-ban.
Híres volt dühkitöréseiről, pl. a Fitzcarraldo forgatásan is obszcén szavakat használva ordibált az egyik operatőrrel.
Halálát szívroham okozta, az Egyesült Államokban. Hamvait a Csendes-óceánba szórták.
Max Giermann német parodista és komikus színész napjainkban gyakorta lép fel Klaus Kinski dühkitöréseit karakírozó előadásokkal, amelyek óriási népszerűségre tettek szert Németországban.

## Posztumusz pedofil botránya
2013 januárjában jelent meg idősebb leányának, Polának a Stern magazinban publikált, Kindermund (Gyermekszáj) című, megdöbbentő önéletrajzi írása, amelyben arról számolt be, hogy apja (homoszexuális életvitele mellett) a magánéletében is olyan perverz szörny volt, mint akiket színészként alakított: 5-től(!) 19 éves koráig rendszeresen megerőszakolta és rettegésben tartotta saját lányát.

## További információ
- Hivatalos oldal
- Klaus Kinski a PORT.hu-n (magyarul)
- Klaus Kinski az Internetes Szinkronadatbázisban (magyarul)
- Klaus Kinski az Internet Movie Database-ben (angolul)
- Klaus Kinski a Rotten Tomatoeson (angolul)
- Klaus Kinski az AlloCiné weboldalán (franciául)
- Klaus Kinski Profile. Famousfix.com. (Hozzáférés: 2023. március 7.)